# Association des architectes et ingénieurs de Berlin-Brandebourg

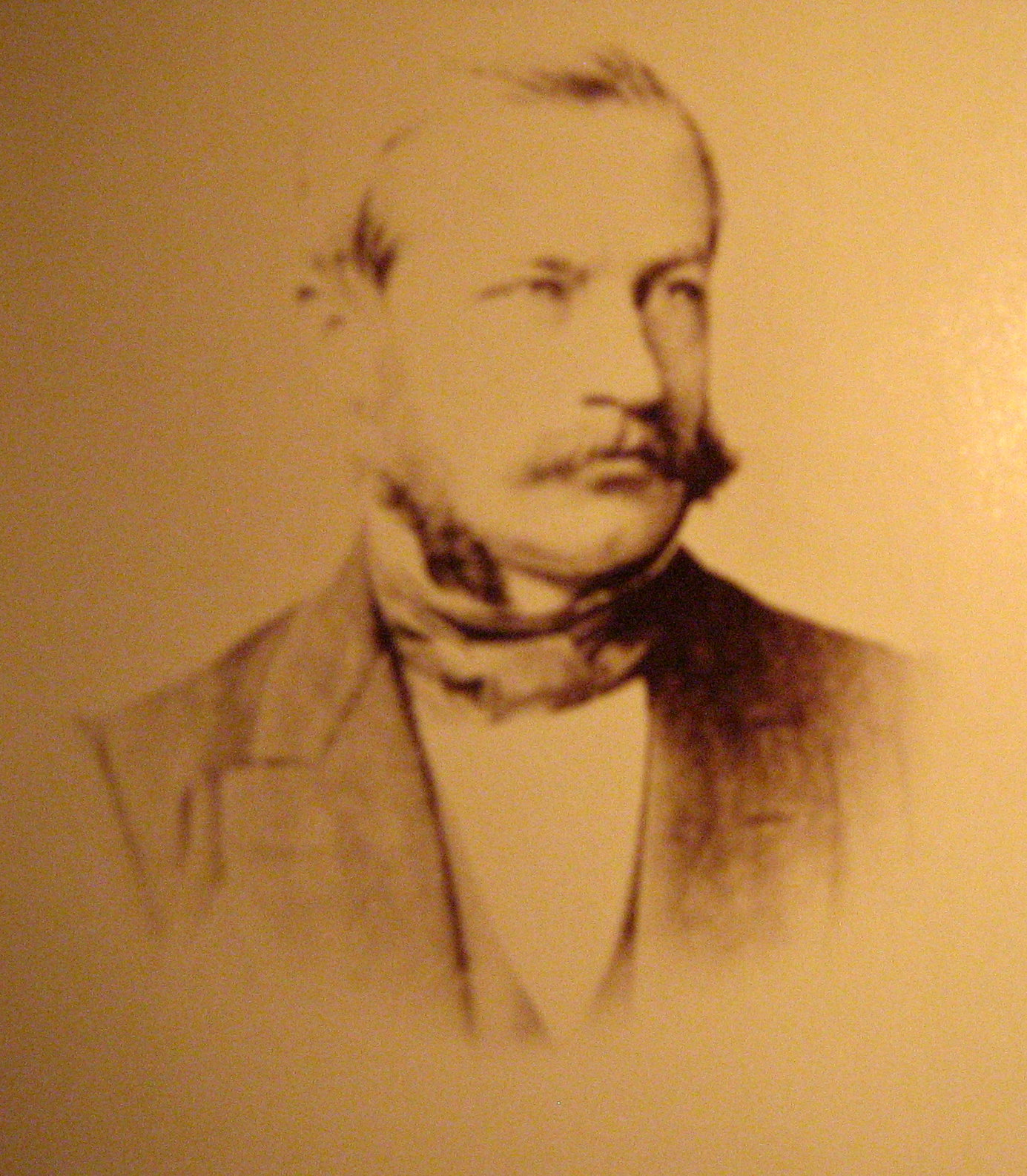
Gustav Möller, président de 1879 à 1881

L'Association des architectes et ingénieurs de Berlin-Brandebourg (AIV) est fondée par 18 architectes en 1824 sous le nom d'Association des architectes de Berlin en tant qu'association pour approfondir la formation artistique et l'histoire de l'art des architectes. Les membres fondateurs comprennent Eduard Knoblauch et Friedrich August Stüler. Le premier président est John James Blaurock. De 1879 à 1881, Gustav Möller (de) en est le président.

## Histoire
Les membres de l'association sont aussi bien des fonctionnaires que de jeunes architectes indépendants. En 1870, l'association compte plus de mille membres et en 1906, plus de 2400. Parmi les membres de l'association se trouvent des architectes et des maîtres d'œuvre connus tels que James Hobrecht, Ludwig Hoffmann, Peter Behrens, Heinrich Strack, Wilhelm Böckmann, Alfred Messel, August Orth, Julius Ludwig Quassowski (de), Bernhard Sehring (de), Franz Schwechten et Paul Wallot, mais aussi Karl Friedrich Schinkel, Ludwig Persius, Gottfried Semper et Walter Gropius. En 1912, Elisabeth von Knobelsdorff (de), la première ingénieur diplômée allemande spécialisée en architecture, devient la première femme à devenir membre de l'association.
En 1875, l'association acquit la maison du 92/93 Wilhelmstraße construite par Hermann Ende et Wilhelm Böckmann. Pour des raisons financières, la maison doit être vendue au ministère prussien de la Guerre en 1916, mais l'association peut continuer à l'utiliser. En 1879, l'Association des architectes de Berlin se sépare de l'association.
En 2007, l'association reçoit la médaille Ferdinand-von-Quast.

## Aujourd'hui
Aujourd'hui, l'AIV compte environ 300 membres, dont des urbanistes, des architectes paysagistes, des scientifiques et des artistes. Elle se veut un médiateur interdisciplinaire et intergénérationnel de l'architecture, de l'urbanisme, de l'architecture paysagère, de l'art, de l'histoire urbaine, de la conception des structures, de la planification des transports et de la physique du bâtiment. Des conférences scientifiques, des formations continues, des visites de chantiers, des réceptions et des fêtes sont autant d'occasions d'entretenir et d'élargir son réseau professionnel.
Depuis 1877, l'AIV publie la série Berlin und seine Bauten, considérée comme l'ouvrage de référence sur l'architecture de Berlin et la documentation la plus complète sur la culture architecturale berlinoise. Pour le 200e anniversaire en 2024, la série de livres doit être retravaillée sous forme de base de données en ligne.

## Publications
- Notizblatt des Architektenvereins, à partir de 1833
- Zeitschrift für Bauwesen, à partir de 1851
- Wochenblatt des Architekten-Vereins zu Berlin, à partir de 1867, später: Deutsche Bauzeitung
- Zeitschrift Deutscher Architekten und Ingenieure, à partir de 1922
- Berlin und seine Bauten : zwei Theile, Berlin 1877 (Digitalisat)
- Berlin und seine Bauten, 2 Bände, Ernst & Korn, Berlin 1877 (als Faksimile: Berlin 1984)
- Berlin und seine Bauten, 3 Bände, Wilhelm Ernst & Sohn, Berlin 1896 (als Faksimile: Berlin 1988)
- Hundert Jahre Architekten-Verein zu Berlin 1824–1924, Verlag des Architekten-Vereins zu Berlin, Berlin 1924.
- Berlin und seine Bauten, Wilhelm Ernst & Sohn et al., Berlin 1966 ff. (thematische Einzelbände)